# Église de Bromarv
 (février 2024).
L’église de Bromarv (en suédois : Bromarv kyrka, en finnois : Bromarvin kirkko) est une église en pierre située dans le quartier Bromarv à Raseborg en Finlande,.

## Description
L'église est inaugurée le 23 août 1981 par John Vikström. Elle remplace la précédente église construite en 1753 et détruite par un incendie en février 1979. Seul le clocher a résisté à l'incendie.
L'orgue à 19 jeux est livré en 1981 par la fabrique d'orgues de Kangasala.
Le retable est dû à Kaarina Heikinheimo.

## Galerie

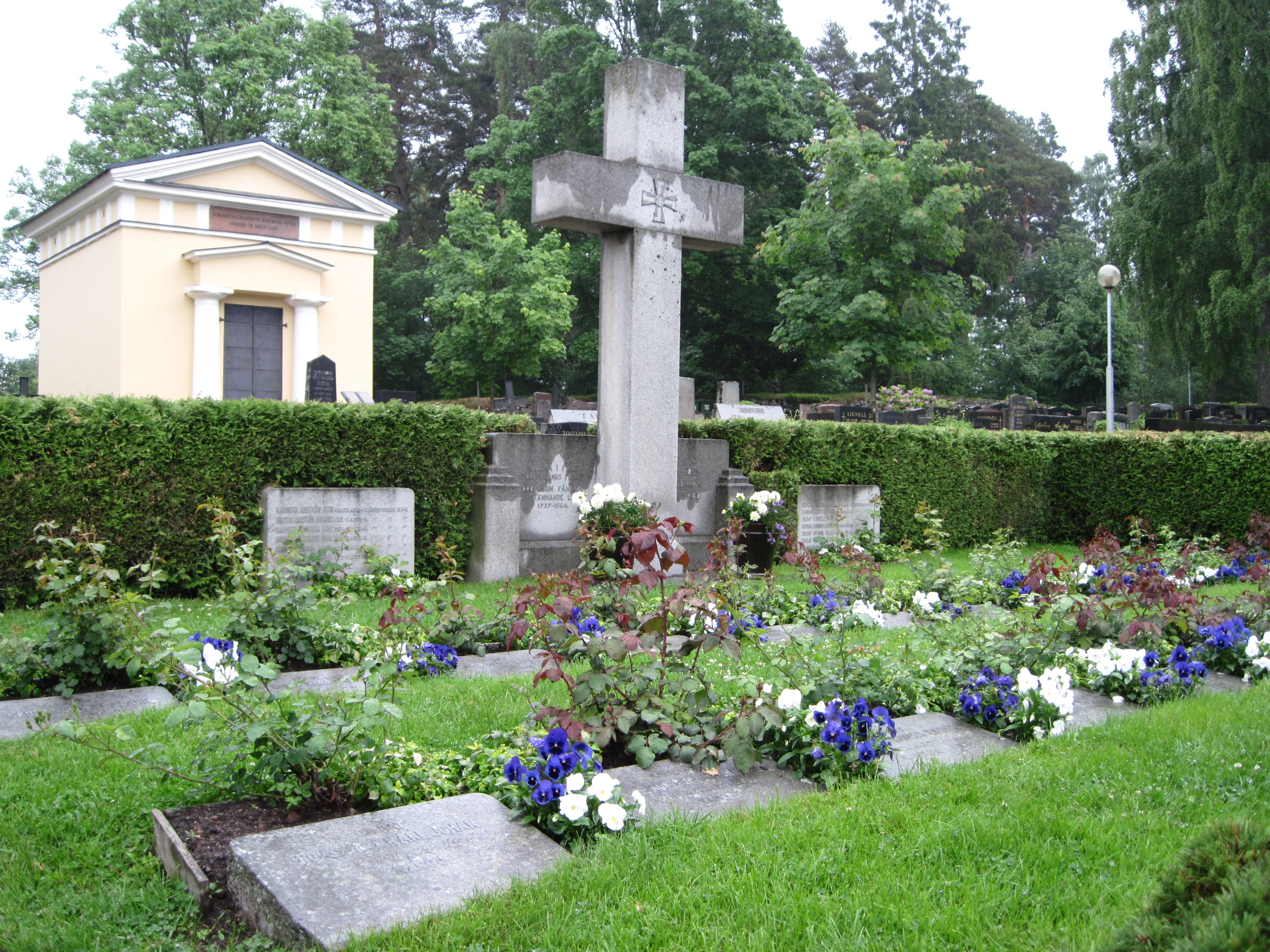
Tombes des soldats.
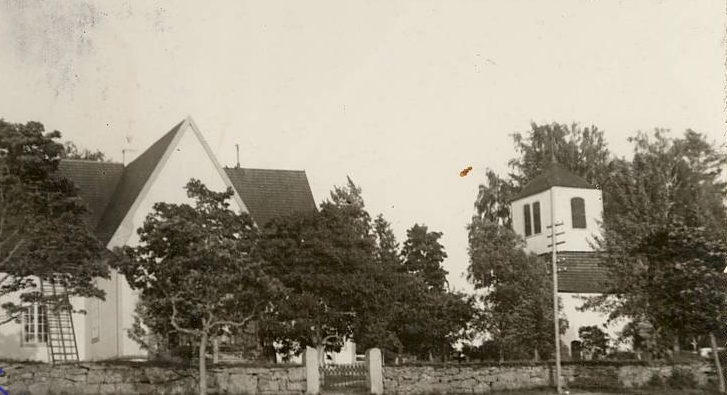
L'ancienne église en 1934.